# ییرژی باومروک
ییرژی باومروک (چکی: Jiří Baumruk; ۲۷ ژوئن ۱۹۳۰ – ۲۳ نوامبر ۱۹۸۹) بازیکن و مربی بسکتبال اهل چکسلواکی بود.
وی در مسابقات کشوری و بین‌المللی در مجموع برندهٔ ۲ مدال نقره، ۱ مدال برنز شده‌است.